# Valeria Roffino
Valeria Roffino (Biella, 9 aprile 1990) è una siepista e mezzofondista italiana.
Ha vinto due titoli italiani assoluti sui 3000 m siepi (2014, 2015), 15 titoli nazionali giovanili (almeno uno in ogni categoria) e 3 universitari.
Con la Nazionale assoluta è stata medaglia di bronzo nella classifica a squadre in occasione della Coppa Europa 10000 m nel 2015.

## Biografia

### Gli inizi, i primi titoli italiani giovanili e l'esordio in una rassegna internazionale
Fin da piccola ha praticato diversi sport: sci, ginnastica ritmica e nuoto.
Poi ha iniziato nel 2002 a correre nel vivaio dell'Unione Giovane Biella, motivata anche dalla sua famiglia (mamma, papà, zio e cugino corrono) e dalla sua allenatrice, Clelia Zola, nonché amica di sua mamma di cui è stata la testimone di nozze.
Nel 2004 giunge 14ª nella corsa campestre ai campionati italiani.
Dal 2006 (primo anno da allieva) ad oggi, non ha mai gareggiato ai campionati italiani indoor né giovanili né assoluti.
Assente agli italiani allieve di corsa campestre 2006 ed agli assoluti 2007.
Tripletta di titoli allieve nel biennio 2006-2007 su staffette di corsa in montagna (in coppia con l’allora compagna di squadra Federica Cerutti), 2000 m siepi e 3000 m.
Tredicesimo posto nel 2006 sui 3000 m siepi agli assoluti.
Nel 2006 ha vinto il bronzo sui 2000 m siepi nella Coppa del Mediterraneo juniores in Tunisia a Tunisia e agli Europei juniores di corsa campestre in Italia a San Giorgio su Legnano è stata 36a nell’individuale e 14a di squadra.
Titolo allieve di corsa campestre nel 2007.
Undicesima sui 2000 m siepi ai Mondiali allievi in Repubblica Ceca ad Ostrava ed ottava nei 1500 m al Festival olimpico della gioventù europea tenutosi a Belgrado in Serbia.

### 2008-2011: Mondiali ed Europei giovanili di corsa campestre, Europei di categoria ed altri titoli italiani giovanili
Doppia coppia di titoli juniores nel biennio 2008-2009 su 3000 m siepi e 5000 m.
Titolo di corsa campestre juniores nel 2008 e 4a agli assoluti sui 3000 m siepi.
2008, cinquantesimo posto ai Mondiali juniores di corsa campestre ad Edimburgo in Scozia ed undicesima ai Mondiali juniores a Bydgoszcz in Polonia sui 3000 m siepi e quinta sui 1500 m in occasione della Coppa del Mediterraneo ovest juniores a Rabat in Marocco.
Argento negli juniores di corsa campestre del 2009 ed era iscritta agli assoluti sui 3000 m siepi, ma non ha gareggiato.
Quarantatreesima ai Mondiali juniores di corsa campestre in Giordania ad Amman.
Agli Europei juniores di Novi Sad in Serbia ha terminato al quinto posto nei 3000 m siepi.
Doppietta di titoli promesse sui 3000 m siepi nel biennio 2010-2011.
Sesta nei 3000 m siepi agli assoluti del 2010.
Trentasettesima agli Europei under 23 di corsa campestre in Portogallo ad Albufeira.
Assente agli italiani di corsa campestre promesse-assoluti 2010 e 2011.
Titolo universitario nel 2011 sui 3000 m siepi e bronzo agli assoluti nella stessa specialità.
Fuori in batteria sui 3000 m siepi agli Europei under 23 ad Ostrava in Repubblica Ceca nel 2011.

### 2012-2013: esordio nella Nazionale assoluta agli Europei di corsa campestre e DécaNation
Altro titolo universitario, sempre nei 3000 siepi, nel 2012 ed argento sui 5000 m.
Argento juniores ai nazionali di corsa campestre e quinta in classifica assoluta.
Agli italiani juniores è stata argento sui 3000 m siepi e quarta nei 5000 m.
Bronzo agli assoluti nei 3000 m siepi e quinto posto agli assoluti nei 10 km su strada. 
Agli Europei under 23 di corsa campestre a Budapest in Ungheria è giunta al 23º posto.
2013, quarta agli assoluti di corsa campestre, sesta agli italiani 10 km su strada, quinta negli assoluti dei 10000 m ed argento sui 3000 m siepi.
Esordio nella Nazionale assoluta in occasione del DécaNation francese di Valence sui 3000 m siepi (quinta) ed Europei di corsa campestre a Belgrado (Serbia) terminati in (46ª posizione).
Si è laureata nella Città Studi di Biella in Servizio sociale nel 2013 con una tesi intitolata "Alcol ed emarginazione: il ruolo dei familiari nel recupero dei soggetti alcolisti" ed ora è iscritta in laurea magistrale in Servizi sociali e Politiche sociali all'Università degli Studi del Piemonte Orientale Amedeo Avogadro.

### 2014-2016: i titoli italiani assoluti sui 3000 siepi e la medaglia di bronzo nella Coppa Europa 10000 metri
Era iscritta agli assoluti di corsa campestre 2014, ma non ha gareggiato.
Terzo titolo universitario, tutti sui 3000 m siepi, e quarta nei 10000 m su pista.
Titolo assoluto nei 3000 m siepi col suo attuale primato personale di 9'53"82.
Ventiseiesimo posto nella Coppa Europa dei 10000 m a Skopje nella Repubblica di Macedonia (sesta nella classifica a squadre).
Sui 3000 m siepi è stata nona a Braunschweig in Germania all'Europeo per nazioni ed è uscita in batteria agli Europei svizzeri di Zurigo.
Ventunesima e quinta nella classifica a squadre agli Europei di corsa campestre in Bulgaria a Samokov.
2015, quinta posizione agli assoluti di corsa campestre e medaglia d’argento agli assoluti nei 10000 m su pista.
Con la Nazionale assoluta ha partecipato a due manifestazioni: la Coppa Europa 10000 m in Italia a Cagliari (24º posto nell’individuale e medaglia di bronzo a squadre) e l’Europeo per nazioni a Čeboksary (Russia) gareggiando sui 3000 m siepi e concludendo al decimo posto.
Secondo titolo italiano assoluto di fila nei 3000 m siepi vinto a Torino.
Nono posto sui 3000 m siepi alle Universiadi coreane di Gwangju.
A Trecastagni si è laureata vicecampionessa italiana assoluta nei 10 km di corsa su strada.
Il 21 febbraio del 2016 a Gubbio arriva quarta ai campionati italiani assoluti di corsa campestre.

## Progressione

### 1500 metri piani
| Stagione | Tempo   | Luogo                 | Data      | Rank. Mond. |
| -------- | ------- | --------------------- | --------- | ----------- |
| 2013     | 4'27"28 | Ponzano Veneto        | 5-7-2013  |             |
| 2012     | 4'35"78 | Cernusco sul Naviglio | 19-7-2012 |             |
| 2011     | 4'29"73 | Rovereto              | 13-9-2011 |             |
| 2010     | 4'28"89 | Brugnera              | 4-9-2010  |             |
| 2009     | 4'35"49 | Palafrugell           | 30-5-2009 |             |
| 2008     | 4'34"39 | Pavia                 | 11-5-2008 |             |
| 2007     | 4'34"24 | Belgrado              | 26-7-2007 |             |
| 2006     | 4'38"42 | Biella                | 30-9-2006 |             |

### 3000 metri piani
| Stagione | Tempo    | Luogo       | Data      | Rank. Mond. |
| -------- | -------- | ----------- | --------- | ----------- |
| 2013     | 9'28"29  | Roma        | 30-6-2013 |             |
| 2012     | 9'31"16  | Nembro      | 10-7-2012 |             |
| 2011     | 9'42"09  | Milano      | 28-9-2011 |             |
| 2010     | 9'35"55  | Nembro      | 6-7-2010  |             |
| 2009     | 9'51"22  | Susa        | 13-9-2009 |             |
| 2008     | 9'55"44  | Mondovì     | 2-6-2008  |             |
| 2007     | 9'58"49  | Alessandria | 22-6-2007 |             |
| 2006     | 10'04"55 | Cuneo       | 24-9-2006 |             |

### 5000 metri piani
| Stagione | Tempo    | Luogo    | Data      | Rank. Mond. |
| -------- | -------- | -------- | --------- | ----------- |
| 2015     | 16'18"16 | Torino   | 10-5-2015 |             |
| 2014     | 16'24"70 | Pinerolo | 25-6-2014 |             |
| 2013     | 16'29"67 | Roma     | 2-6-2013  |             |
| 2012     | 16'33"00 | Roma     | 29-6-2012 |             |
| 2011     | 16'51"70 | Asti     | 15-9-2011 |             |
| 2010     | 16'42"50 | Brescia  | 9-9-2010  |             |
| 2009     | 17'03"05 | Rieti    | 12-6-2009 |             |
| 2008     | 17'21"22 | Brescia  | 11-9-2008 |             |

### 3000 metri siepi
| Stagione | Tempo    | Luogo       | Data      | Rank. Mond. |
| -------- | -------- | ----------- | --------- | ----------- |
| 2015     | 9'58"15  | Palo Alto   | 2-5-2015  |             |
| 2014     | 9'53"82  | Rovereto    | 20-7-2014 |             |
| 2013     | 10'14"14 | Milano      | 28-7-2013 |             |
| 2012     | 10'24"75 | Santhià     | 5-6-2012  |             |
| 2011     | 10'24"60 | Alessandria | 24-9-2011 |             |
| 2010     | 10'17"43 | Valence     | 31-8-2010 |             |
| 2009     | 10'17"35 | Novi Sad    | 25-7-2009 |             |
| 2008     | 10'23"72 | Bydgoszcz   | 28-7-2008 |             |
| 2007     | 10'54"39 | Biella      | 11-9-2007 |             |

## Palmarès
| Anno | Manifestazione                           | Sede                   | Evento        | Risultato | Tempo     | Note   |
| ---- | ---------------------------------------- | ---------------------- | ------------- | --------- | --------- | ------ |
| 2006 | Europei di corsa campestre               | San Giorgio su Legnano | Gara juniores | 36ª       | 13'53     | [ 3 ]  |
| 2006 | Europei di corsa campestre               | San Giorgio su Legnano | A squadre     | 14ª       | 233 punti | [ 4 ]  |
| 2007 | Europei di corsa campestre               | Toro                   | Gara juniores | 45ª       | 15'17     | [ 5 ]  |
| 2007 | Europei di corsa campestre               | Toro                   | A squadre     | 12ª       | 223 punti | [ 6 ]  |
| 2007 | Mondiali allievi                         | Ostrava                | 2000 m siepi  | 11ª       | 6'40"29   | [ 7 ]  |
| 2007 | Festival olimpico della gioventù europea | Belgrado               | 1500 m piani  | 8ª        | 4'34"24   | [ 7 ]  |
| 2008 | Mondiali di corsa campestre              | Edimburgo              | Gara juniores | 50ª       | 22'24     | [ 8 ]  |
| 2008 | Mondiali juniores                        | Bydgoszcz              | 3000 m siepi  | 11ª       | 10'25"84  | [ 8 ]  |
| 2009 | Mondiali di corsa campestre              | Amman                  | Gara juniores | 43ª       | 22'30     | [ 8 ]  |
| 2009 | Europei juniores                         | Novi Sad               | 3000 m siepi  | 5ª        | 10'17"35  | [ 9 ]  |
| 2010 | Europei di corsa campestre               | Albufeira              | Gara under 23 | 37ª       | 21'53     | [ 10 ] |
| 2011 | Europei under 23                         | Ostrava                | 3000 m siepi  | Batteria  | 10'37"51  | [ 11 ] |
| 2012 | Europei di corsa campestre               | Budapest               | Gara under 23 | 23ª       | 21'59     | [ 12 ] |
| 2013 | Europei di corsa campestre               | Belgrado               | Gara senior   | 46ª       | 28'32     | [ 13 ] |
| 2013 | DécaNation                               | Valence                | 3000 m siepi  | 5ª        | 10'17"43  | [ 14 ] |
| 2014 | Europei                                  | Zurigo                 | 3000 m siepi  | Batteria  | 10'07"58  | [ 15 ] |
| 2014 | Europei di corsa campestre               | Samokov                | Gara senior   | 21ª       | 30'01     | [ 16 ] |
| 2014 | Europei di corsa campestre               | Samokov                | A squadre     | 5ª        | 112 punti | [ 16 ] |
| 2015 | Universiadi                              | Gwangju                | 3000 m siepi  | 9ª        | 10'13"44  | [ 17 ] |

## Campionati nazionali
- 2 volte campionessa assoluta sui 3000 m siepi (2014, 2015)
- 3 volte campionessa universitaria sui 3000 m siepi (2011, 2012, 2014)
- 2 volte campionessa promesse dei 3000 m siepi (2010, 2011)
- 2 volte campionessa juniores dei 5000 m (2008, 2009)
- 2 volte campionessa juniores sui 3000 m siepi (2008, 2009)
- 1 volta campionessa juniores di corsa campestre (2008)
- 1 volta campionessa allieve in staffetta di corsa in montagna (2007)
- 2 volte campionessa allieve nei 3000 m (2006, 2007)
- 2 volte campionessa allieve sui 2000 m siepi (2006, 2007)
- 2 volte campionessa allieve nella corsa campestre (2006, 2007)
- 1 volta campionessa cadette dei 2000 m (2005)

2004
- 17ª ai Campionati italiani cadetti e cadette di corsa campestre, (Lanzo d'Intelvi), 2 km - 7'55[18]

2005
- Argento ai Campionati italiani cadette di corsa campestre, (Sabaudia), 2 km - 7'57"10[19]
- Oro ai Campionati italiani cadetti e cadette, (Bisceglie), 2000 m - 6'29"53[20]

2006
- Oro ai Campionati italiani di staffette di corsa in montagna, (Saint Oyen-Saint Remy),
2x3,550 km - 32'43[21]
- 13ª ai Campionati italiani assoluti, (Torino),
3000 m siepi - 11'04"28[22]
- Oro ai Campionati italiani allievi e allieve, (Fano), 2000 m siepi - 6'52"84[23]
- Oro ai Campionati italiani allievi e allieve, (Fano), 3000 m - 10'08"12[24]

2007
- Oro ai Campionati italiani allieve di corsa campestre, (Villa Lagarina), 4040 m - 14'43[25]
- Oro ai Campionati italiani di staffette di corsa in montagna, (Pian del Frais-Chiomonte),
2x2,910 km - 27'21"09[26]
- Oro ai Campionati italiani allievi e allieve, (Cesenatico), 2000 m siepi - 7'06"21[27]
- Oro ai Campionati italiani allievi e allieve, (Cesenatico), 3000 m - 10'13"74[28]

2008
- Oro ai Campionati italiani juniores di corsa campestre, (Carpi)[29]
- Oro ai Campionati italiani juniores e promesse, (Torino), 3000 m siepi - 10'46"58[30]
- Oro ai Campionati italiani juniores e promesse, (Torino), 5000 m - 17'53"72[31]
- 4ª ai Campionati italiani assoluti, (Cagliari),
3000 m siepi - 10'24"71[32]

2009
- Argento ai Campionati italiani juniores di corsa campestre, (Porto Potenza Picena), 6 km - 21'51[33]
- Oro ai Campionati italiani juniores e promesse, (Rieti), 3000 m siepi - 10'39"60[34]
- Oro ai Campionati italiani juniores e promesse, (Rieti), 5000 m - 17'03"05[35]

2010
- Oro ai Campionati italiani juniores e promesse, (Pescara), 3000 m siepi - 10'27"92[36]
- 6ª ai Campionati italiani assoluti, (Grosseto),
3000 m siepi - 10'18"62[37]

2011
- Oro ai Campionati nazionali universitari, (Torino), 3000 m siepi - 10'39"99[38]
- Oro ai Campionati italiani juniores e promesse, (Bressanone), 3000 m siepi - 10'36"53[39]
- Bronzo ai Campionati italiani assoluti, (Torino), 3000 m siepi - 10'27"68[40]

2012
- 5ª ai Campionati italiani assoluti di corsa campestre, (Borgo Valsugana), 8 km - 28'45[41]
- Argento ai Campionati italiani promesse di corsa campestre, (Borgo Valsugana), 8 km - 28'45[42]
- Oro ai Campionati nazionali universitari, (Messina), 3000 m siepi - 10'37"84[43]
- Argento ai Campionati nazionali universitari, (Messina), 5000 m - 16'51”10[44]
- Argento ai Campionati italiani juniores e promesse, (Misano Adriatico), 3000 m siepi - 10'26"96[45]
- 4ª ai Campionati italiani juniores e promesse, (Misano Adriatico), 5000 m - 16'46"61[46]
- Bronzo ai Campionati italiani assoluti, (Bressanone), 3000 m siepi - 10'29"56[47]
- 5ª ai Campionati italiani assoluti di 10 km su strada, (Modica), 10000 m - 35'48[48]

2013
- 4ª ai Campionati italiani assoluti di corsa campestre, (Abbadia di Fiastra), 8 km - 26'41[49]
- 5ª ai Campionati italiani assoluti dei 10000 m su pista, (Ancona), 10000 m - 34'32"36[50]
- 6ª ai Campionati italiani assoluti di 10 km su strada, Molfetta), 10 km - 34'12[51]
- Argento ai Campionati italiani assoluti, (Milano), 3000 m siepi - 10'14"14[52]

2014
- Oro ai Campionati nazionali universitari, (Milano), 3000 m siepi - 10'11"49[53]
- 4ª ai Campionati italiani assoluti dei 10000 m su pista, (Ferrara), 10000 m - 34'32"57[54]
- Oro ai Campionati italiani assoluti, (Rovereto), 3000 m siepi - 9'53"82[55]

2015
- 5ª ai Campionati italiani di corsa campestre, (Fiuggi),
8 km - 28'28[56]
- Argento ai Campionati italiani assoluti 10000 metri su pista, (Isernia), 10000 m - 34'09”92[57]
- Oro ai Campionati italiani assoluti (Torino),
3000 m siepi - 10'07"23[58]
- Argento ai Campionati italiani assoluti di corsa su strada 10 km, (Trecastagni),
10 km su strada - 34'31[59]

2016
- 4ª ai Campionati italiani di corsa campestre, (Gubbio), 8 km - 25'46[60]

2017
- Oro ai campionati italiani assoluti, 5000 m piani - 16'30"47
- Argento ai campionati italiani assoluti, 3000 m siepi - 10'06"85

2018
- Bronzo ai campionati italiani assoluti, 5000 m - 16'19"26

2019
- Bronzo ai campionati italiani assoluti, 5000 m - 16'17"73

2020
- 6ª ai campionati italiani assoluti, 5000 m piani - 16'09"44
- 9ª ai campionati italiani di maratonina - 1h16'03"

2023
- 9ª ai campionati italiani assoluti, 10000 m piani - 34'44"18
- 11ª ai campionati italiani di maratonina - 1h18'09"
- 16ª ai campionati italiani di 10 km su strada - 34'32"
- 9ª ai campionati italiani di corsa campestre - 29'21"

2024
- 6ª ai campionati italiani assoluti di corsa campestre - 29'58"
- 15ª ai campionati italiani di 10 km su strada - 34'19"

## Altre competizioni internazionali
2006
- Bronzo nella Coppa del Mediterraneo juniores,
( Tunisi), 2000 m siepi - 6'54"10[61]

2008
- 5ª nella Coppa del Mediterraneo juniores ovest,
( Rabat), 1500 m - 4'39"19[62]

2010
- 7ª nella Coppa dei Campioni per club,
( Vila Real de Santo António), 1500 m - 4'45"47[63]
- 6ª nella Coppa dei Campioni per club,
( Vila Real de Santo António),
3000 m siepi - 10'46"56[63]

2014
- 26ª nella Coppa Europa dei 10000 m, ( Skopje), 10000 m - 3'46"19[64]
- 6ª in Coppa Europa 10000 m, ( Skopje),
Classifica a squadre - 1:44'32"49[64]
- 9ª nell'Europeo per nazioni, ( Braunschweig),
3000 m siepi - 10'02"56[65]

2015
- 9ª al Cross Campaccio, ( San Giorgio su Legnano), 6 km - 20'44[66]
- 24ª in Coppa Europa 10000 metri, ( Cagliari), 10000 m - 34'22[67]
- Bronzo in Coppa Europa 10000 m, ( Cagliari), Classifica a squadre - 1:39'58"66[67]
- 10ª nell'Europeo per nazioni, ( Čeboksary),
3000 m siepi - 10'18"10[68]
- Oro alla Corrida di San Lorenzo ( Zogno), 4 km - 13'33"

2016
- Bronzo alla Corrida di San Lorenzo ( Zogno), 4 km - 13'43"

2017
- Bronzo alla Corrida di San Lorenzo ( Zogno), 4 km - 13'35"

2023
- 7ª al Cross della Vallagarina ( Villa Lagarina) - 18'57"

2024
- 18ª alla Cinque Mulini ( San Vittore Olona) - 20'11"
- 4ª al Cross della Vallagarina ( Villa Lagarina) - 18'44"